# Монтеджоко
Монтеджоко (італ. Montegioco, п'єм. Monzeugh) — муніципалітет в Італії, у регіоні П'ємонт,  провінція Алессандрія.
Монтеджоко розташоване на відстані близько 440 км на північний захід від Рима, 105 км на схід від Турина, 28 км на схід від Алессандрії.
Населення — 323 особи (2014).
Щорічний фестиваль відбувається в день Успіння Богородиці. Покровитель — San Fortunato.

## Демографія
Населення за роками:

Станом на 1 січня 2023 року в муніципалітеті офіційно проживало 17 іноземців з 6 країн, серед них 14 громадян країн Євросоюзу.

## Сусідні муніципалітети
- Аволаска
- Черрето-Груе
- Коста-Весковато
- Монлеале
- Монтемарцино
- Сареццано